# بامبئی
بامبئی (به لاتین: Bambey) یک منطقهٔ مسکونی در سنگال است که در بخش بامبی واقع شده‌است.